# Réactance (psychologie)
Pour les articles homonymes, voir Réactance.
En psychologie sociale, la réactance est un mécanisme de défense psychologique mis en œuvre par un individu qui tente de maintenir sa liberté d'action lorsqu'il la croit ôtée ou menacée,,. Effectuée de manière plus ou moins consciente, la réactance peut survenir quand l'individu a l'impression que quelqu'un ou quelque chose (une règle, une offre) limite les choix qui se présentent à lui normalement et a des composantes affectives, cognitives et motivationnelles. La réactance est d'autant plus importante lorsque l'individu se sent poussé à croire ou faire quelque chose. La réactance psychologique est un résultat possible dans les appels à la peur, comme dans le modèle étendu des processus parallèles (en) de Kim Witte.

## Historique

### Mise en évidence
Le phénomène de réactance a été mis en évidence par Jack W. (pl) et Sharon S. Brehm (en) en 1966 à travers une expérience sur un groupe d'enfants.

## Utilisation

### Psychologie inversée
Le phénomène de réactance peut faire naître chez l'individu une attitude ou une croyance opposée à celle qui lui est suggérée. 
La théorie de la réactance psychologique au contexte du confinement des populations par exemple à la suite de la pandémie de Covid-19, s'applique à cette psychologie inversée. Face à la menace perçue de restriction de liberté, les individus adoptent un comportement dont les effets dépendent de la proportionnalité de la menace, de la source de la menace, de la durée de la privation et de l'aspect coercitif de la demande,.

L'action de ce facteur de réactance expliquerait ainsi la résistance aux messages de persuasion (résistance renforcée lors de l'imposition de règlements, d'interdictions et de messages donneurs d'ordres, résistance atténuée par des messages moins coercitifs, plus empathiques ou émanant d'experts s'appuyant sur des discours à base de faits et de preuves), voire les effets boomerang : « les messages contrattitudinaux devraient créer plus de réactance que des messages pro attitudinaux ».
Face aux risques auxquels les sociétés plus averses tendent à vouloir s'en protéger, elles sont conduites à adopter des stratégies d'adaptation basés sur les perceptions du risque de chaque individu  qui vont depuis le déni total à la phobie, en passant par tous les degrés d'euphémisation — minimisation, mise à l'écart dans le temps ou l'espace qui traduisent le biais d'optimisme comparatif et constituent souvent la réaction à une dissonance cognitive —),. Quand ces perceptions sont associées à une menace de la liberté individuelle, les chercheurs peuvent observer un phénomène de réactance face à certains messages liés aux risques des changements climatiques.
L’inoculation psychologique utilise la réactance pour solidifier la résistance aux messages de persuasion.